# PGA Tour Latinoamérica
El PGA Tour Latinoamérica es el circuito masculino de golf profesional de América Latina.
Los torneos de golf de nivel en América Latina han tenido una historia inestable. Algunos de los campeonatos nacionales abiertos en la región son de larga data, pero tradicionalmente no forman un recorrido coherente. A finales de 1970 y principios de 1980, el Tour del Caribe atrajo a los principales jugadores europeos como Seve Ballesteros, pero fue cancelado después de algunos años.
El siguiente intento fue el Tour Sudamericano, disputado entre 1991 y 1999. Este tuvo un éxito considerable en la creación de una gira popular y coherente durante sus casi dos décadas de operaciones, y se destacó por la calidad de algunos de los jugadores que exporta al PGA Tour y el European Tour como los argentinos José Cóceres y Angel Cabrera.
En el año 2000, los nuevos propietarios reactivaron la gira bajo el nombre de Tour de las Américas, con el objetivo abarcar toda la región desde Argentina hasta México pasando por el Caribe, obteniendo una amplia exposición a los medios. La gira pronto introdujo una política de cosancionar a algunos eventos con el segundo nivel de Europa Challenge Tour, y unos años más tarde, en 2008, se mostró de acuerdo con el Canadian Tour. El TLA también cooperó con el Nationwide Tour, por el que algunos de los principales torneos del Tour de las Américas dan entradas a algunos eventos de la Gira Nacional. El principal torneo del circuito era el TLA Players Championship.
El Tour de las Américas es el más importante en Latinoamérica, ya que América Latina es la única región del mundo que no tiene un recorrido profesional que sea miembro de pleno derecho de la Federación Internacional de PGA Tours. El Tour de Las Américas que se unió a la federación como miembro asociado el 30 de julio de 2007.
A pesar de que los eventos cosancionados pueden llevar a puntos, los eventos originalmente no otorgaban puntos para el ranking mundial. A partir de 2011, cada torneo otorga al menos 6 puntos al ranking mundial.
La última temporada del Tour de las Américas se realizó entre marzo y junio de 2012. El PGA Tour, el circuito profesional estadounidense, compró el circuito latinoamericano para convertirlo en el PGA Tour Latinoamérica, que realizó su primera temporada entre septiembre y diciembre de 2012. Los ganadores de los torneos continúan recibiendo al menos 6 puntos para el ranking mundial. Asimismo, los cinco primeros de la Orden del Mérito obtienen la tarjeta para disputar el Nationwide Tour del año siguiente.

## Campeones
| Temporada              | Jugador                 | País                   | Puntos                 |
| PGA Tour Latinoamérica | PGA Tour Latinoamérica  | PGA Tour Latinoamérica | PGA Tour Latinoamérica |
| ---------------------- | ----------------------- | ---------------------- | ---------------------- |
| 2017                   | José de Jesús Rodríguez | México                 |                        |
| 2016                   | Nate Lashley            | Estados Unidos         |                        |
| 2015                   | Rodolfo Cazaubón        | México                 |                        |
| 2014                   | Julián Etulain          | Argentina              |                        |
| 2013                   | Ryan Blaum              | Estados Unidos         |                        |
| 2012                   | Ariel Cañete            | Argentina              |                        |
| Tour de las Américas   |                         |                        |                        |
| 2012                   | Marco Ruiz              | Paraguay               |                        |
| 2011                   | Joaquín Estévez         | Argentina              |                        |
| 2010                   | Julián Etulain          | Argentina              | 56,593                 |
| 2009                   | Peter Gustafsson        | Suecia                 | 40,934                 |
| 2008                   | Estanislao Goya         | Argentina              | 58,104                 |
| 2007                   | Miguel Rodríguez        | Argentina              | 60,180                 |
| 2006                   | Fabrizio Zanotti        | Paraguay               | 68,790                 |
| 2005                   | Daniel Barbetti         | Argentina              | 41,514                 |
| 2004                   | Rafael Gómez            | Argentina              | 59,220                 |
| 2003                   | Eduardo Argiro          | Argentina              | 48,174                 |
| 2001–02                | Rafael Gómez            | Argentina              | 55,987                 |
| 2000–01                | Angel Romero            | Colombia               | 49,396                 |